# Cummascach mac Congalaig
Cummascach mac Congalaig (mort en 839) fut roi roi de Brega  issu du sept Uí Chonaing de Cnogba (Knowth) du Síl nÁedo Sláine une lignée des Uí Néill du sud. Il est le fils de  Congalach mac Conaing (mort en 778) et le frère de Flann mac Congalaig (mort en 812) et de Cernach mac Congalaig (mort en 818), des précédents rois. Il règne de 818 à 839.
Le sept Uí Chonaing a conquis les domaines des  Ciannachta (au sud de la basse rivière Boyne dans l'actuel Comté de Meath, Irlande) et ses dirigeants sont souvent nommés « roi de Ciannachta » pendant cette période. En 822 Cummascach défait les derniers groupes de cette population les Ard Ciannachta (dans le Comté de Louth), lors de la Bataille de Carn Conain et leur roi, Eudus mac Tigernaig est tué. Cummascach est ensuite confronté à un rival parmi son propre sept en la personne d'un certain Dúnchad, ils se rencontrent lors d'une escarmouche en 824, Dúnchad  victorieux mais Cummascach réussit à s'échapper. Cummascach semble être demeuré roi mais le sort de ce Dúnchad est inconnu.
Les Vikings deviennent actifs dans les midlands d'Irlande pendant son règne. En 827, ils pillent le Ciannachta. En 828, ils tuent le roi d'Ard Ciannachta, Cináed mac Cummascacig En 832, les Vikings pillent Dom Líacc (Duleek) et
le sept de Ciannacht avec toutes ses églises. Les Vikings pillent aussi l'église de Sláine en 834. En 837, une grande flotte apparait sur la  Boyne et ravage la plaine de Brega battant les Uí Néill lors de la bataille de Inber na mBárc sur l'estuaire de la Boyne. Toutefois, le Ciannacht réussit ensuite à obtenir une victoire sur les 
hommes du nord et à tuer leur chef Saxolb,. Lorsque Cummascach meurt en 839, il est dénommé en latin rex Ciannactai, rí Ciannachta roi de Ciannachta, par les annales.